# William Wallace Smith Bliss

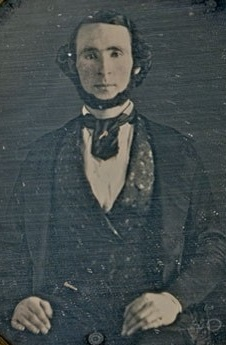
William Wallace Smith Bliss

William Wallace Smith Bliss (* 17. August 1815 im Todd County, Kentucky; † 5. August 1853 in Pascagoula, Mississippi) war ein US-amerikanischer Offizier und Oberstleutnant der US Army.

## Leben
William Bliss war der Sohn von Hauptmann John Bliss und seiner Ehefrau Olive Hall Simonds. Er wurde in West Point an der United States Military Academy ausgebildet und machte dort 1833 sein Abschlussexamen.  Während des Mexikanischen Krieges 1846–1848 wurde er Generaladjutant von Generalmajor Zachary Taylor. Er heiratete dessen jüngste Tochter Betty. Als Taylor 1849 Präsident der Vereinigten Staaten wurde, war Bliss dann sein Privatsekretär. Seine Fähigkeiten und seine Persönlichkeit wurden von Abgeordneten aller Parteien geschätzt. Seine Frau, bekannt als „Miss Betty“, war im Alter von 22 Jahren die eigentliche First Lady im Weißen Haus.
1850 starb der Präsident plötzlich. Bliss begleitete die Witwe nach Pascagoula, Mississippi, wo sie 1852 ebenfalls verstarb. Colonel Bliss bekam den Posten eines Militärinspekteurs in der US Army. Aufgrund eines Besuchs im seuchengeplagten New Orleans starb Bliss am 5. August 1853 in Pascagoula an Gelbfieber. Auf dem Friedhof in der Girod Street in New Orleans wurde zum Gedenken an Bliss ein 20 Fuß hohes Denkmal aus italienischem Marmor errichtet. 1955 wurde das Monument ins Fort Bliss in El Paso gebracht. Das Fort war zu Ehren von Oberst Bliss nach ihm benannt worden.